# Macrofilia

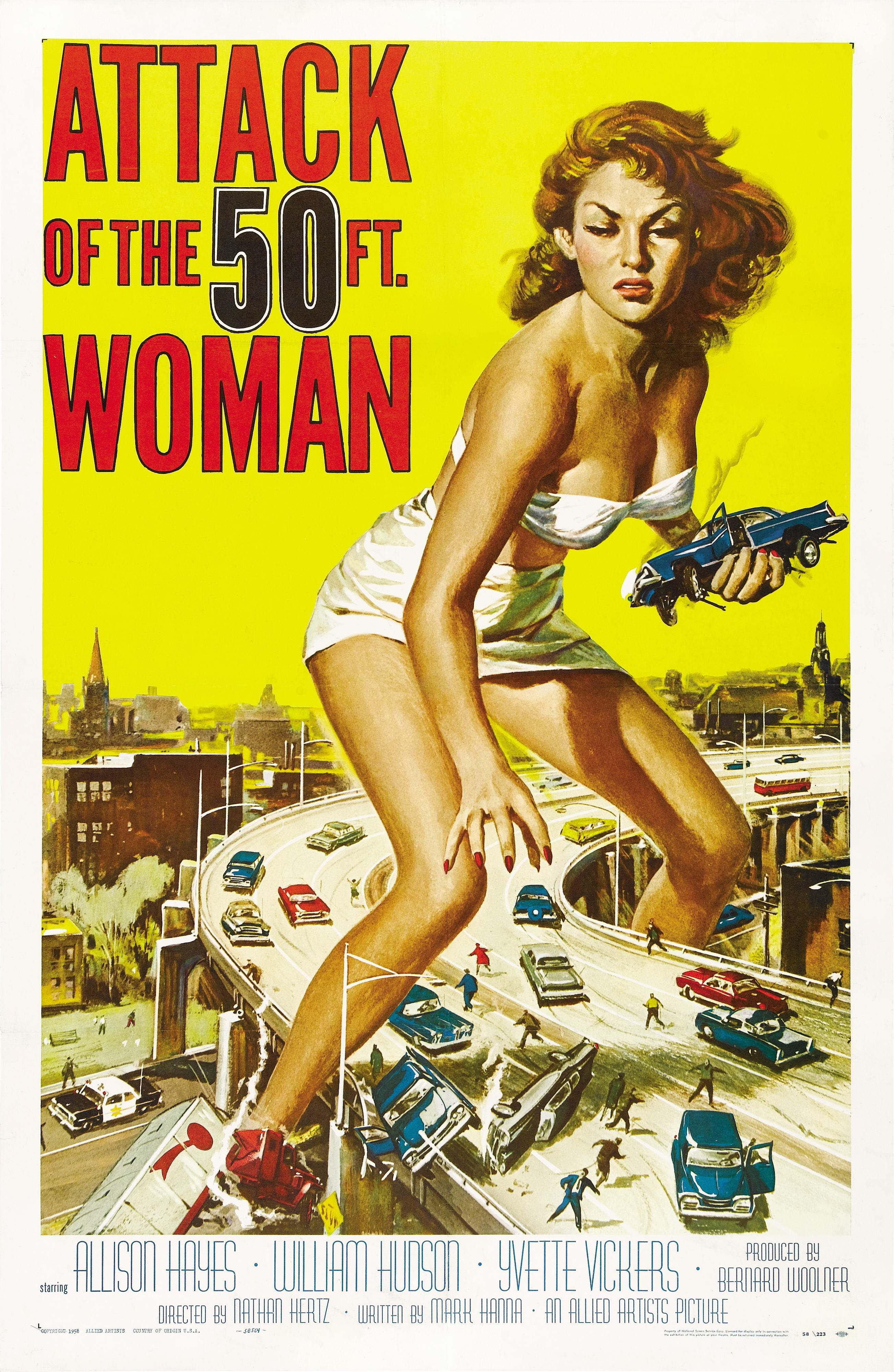
Gigantessa ritratta nella locandina del film Attack of the 50 Foot Woman (1958)

La macrofilia è una parafilia che consiste nell'attrazione sessuale di un individuo verso persone giganti. Per un macrofilo esiste un volere sessuale a "rimpicciolirsi", diminuire di dimensioni, per poter essere dominati e resi vulnerabili di fronte ai loro partner, o "ingrandire", aumentare le dimensioni di questi. L'attrazione esercitata dal gigantismo può essere considerata come sadomasochistica oppure feticistica; come feticcio sessuale, il macrofilo si concentra fondamentalmente sulla dimensione. Altri feticci sessuali che si collegano spesso con la macrofilia possono includere feticci riguardanti parti del corpo (piedi, sedere, muscoli e altro) oppure ad altre parafilie come inflazione, vorarefilia, crush fetish e altro.
Nella vena sadomasochistica, certi individui immaginano di essere dominati adottando un comportamento di schiavitù masochistica nei confronti di figure proporzionalmente più grandi e imponenti, o venendo umiliati riguardo alle proprie dimensioni da queste figure. In certi casi i macrofili raggiungono una fascinazione verso queste figure fino a trattarle come sacre, divine, e potenti come dei.
Essere dominati da un gigante è una esperienza non realizzabile in pratica e rappresenta puramente una fantasia. Perciò su internet sono state create community forum e gallerie d'arte che riguardano la macrofilia e feticci affini, oltre a videogiochi e film. Diverse persone riescono a mettere in pratica le proprie fantasie facendo roleplay sia online chattando con persone che interpretano il ruolo del gigante, sia nella vita reale incontrando persone particolarmente alte e/o di dimensioni superiori, facendosi calpestare o schiacciare da esse.